# الحزب المصري الليبرالي
الحزب الليبرالي (مصر الأم، سابقا) هو حزب سياسي علماني وحركة ذات جذور تاريخية في مصر. ينطلق الحزب من محاولات سابقة في بدايات القرن العشرين من قـِبَل ناشطين مصريين مناهضين للاستعمار، لإعادة التأكيد على الهوية الإثنية المصرية، ويتأسس ذلك جزئيًا على الاستقلال الوطني وترسيم (الاعتراف الرسمي بـ) اللغة الوطنية المحلية (اللهجة المصرية). وفي الوقت الحاضر، يسعى الحزب أيضًا لتحرير مصر من سيطرة القومية العربية ويدعو إلى فصل الدين عن السياسة ومعظم الشئون المدنية.

## مبادئه
المبادئ الاثنا عشر للحزب الليبرالي: المبادئ والقيم الأساسية لمجتمع حر وديمقراطي مفتوح. كلمات مثل الديمقراطية، الحرية، والمساواة تتردد كثيراً، ولكن نادراً ما تكون مفهومة. هذه المبادئ تفحص اثنتي عشرة فكرة مركزية، وتبين لماذا هي ضرورية لمجتمع حر:
1. المجتمع المدني
2. الديمقراطية
3. المساواة
4. الاقتصاد الحر
5. الحرية
6. حقوق الإنسان
7. العدالة
8. السلام
9. الملكية الخاصة
10. حكم القانون
11. النظام التلقائي
12. التسامح

## أفكار وأهداف الحزب
- تطبيق الديمقراطية الليبرالية في مصر.
- تطبيق العلمانية السياسية اللى بتنادى بعدم التفريق بين المصريين حسب دينهم أو اتجاههم السياسي.
- التمسك بالهوية المصرية.
- الاعتراف بالمصري (اللهجة المصرية أو العربية المصرية) رسميا في مصر.
- عدم دخول الدين في القرارات السياسية.
- حرية الأديان للفرد المصري وعدم إعاقة الشعائر الدينية للجميع
- التحرر من سلطة علماء الدين والفصل بين الدين وممارسات الفرد في الحياة
- تحقيق حرية الرأي والتعبير والاعتقاد لجميع أفراد المجتمع
- مصر مكانها الطبيعى لمنطقة البحر المتوسط.
- عدم دخول مصر في أي مشاكل قد تضر المصريين لصالح أي جهة تحت أي اسم.